# 东亭街道
东亭街道，是中华人民共和国江苏省无锡市锡山区下辖的一个街道办事处。

## 历史沿革
2006年7月20日，无锡市人民政府撤销锡山区东亭镇，在原辖区基础上设立东亭街道办事处。

## 行政区划
东亭街道下辖以下地区：
门楼社区、柏庄社区、长流社区、春星社区、春合社区、庄桥社区、新屯社区、北街社区、东亭社区、东街社区、柏庄一村社区、桑达园社区和春江花园社区。